# Polycentropus jenula
Polycentropus jenula is een schietmot uit de familie Polycentropodidae. De soort komt voor in het Nearctisch gebied.